# عیسی‌حاجی‌لی (قره‌تاش)
عیسی‌حاجی‌لی (به ترکی استانبولی: İsahacılı) یک منطقهٔ مسکونی در ترکیه است که در قره‌تاش (شهر) واقع شده‌است.